# Уайтфиш (Монтана)
Уайтфиш (англ. Whitefish) — город в округе Флатхед в штате Монтана США. Согласно переписи населения США 2020 года, в городе жили 7751 человек.

## История
Археологические данные свидетельствуют о том, что индейские племена имели общие охотничьи угодья в этом районе, в частности, ктунаха, пан-д’орей и флатхеды. Ктунаха жили в этом районе более 14 000 лет, населяя горную местность к западу от Континентального водораздела и время от времени перемещаясь к востоку от водораздела для охоты на буйволов. Хотя охотники, торговцы и волны иммигрантов с запада проходили через этот район во второй половине столетия, только в 1883 году первый постоянный поселенец Джон Мортон построил хижину на берегу озера Уайтфиш, к западу от устья реки Уайтфиш. К Мортону присоединились местные основоположники лесозаготовительной промышленности, включая братьев Бейкер и Хатчинсон, в начале 1890-х годов. Лесозаготовительные бригады «поднимали» свои брёвна за плотиной, построенной в устье реки коммерческой компанией Boston & Montana, которая при открытии создавала поток воды, который помогал сплавлять брёвна по реке в Калиспелл.
Первоначально железная дорога Грейт-Нортерн построила свою линию к югу от Уайтфиша. Когда ГН изменила маршрут в 1904 году, чтобы избежать крутого перевала Хаскелл, предпочтя более длинный, но более пологий маршрут через Юрика, началось развитие того, что сейчас называется Уайтфиш. Город был зарегистрирован в 1905 году. Первоначально этот район назывался Стамптаун из-за большого количества леса, который пришлось вырубить для строительства города и железной дороги, а также из-за того, что на улицах по всему центру города оставались пни. Первые жители города работали на близлежащих лесозаготовительных предприятиях и на железной дороге. Некоторые из железнодорожников города получили ранения, а двое погибли в результате столкновения поездов Грейт-Нортерн на разъезде Бюлов в 1966 году, несчастного случая, который затронул многих жителей этого района. В 2006 году более 68 000 пассажиров сели либо высадились через историческое депо Уайтфиш, остановку на линии Эмпайр-Билдер компании Amtrak, и некоторая часть из них направилась на горнолыжный курорт на горе Биг-Маунтин.
Горнолыжный спорт был частью района Уайтфиш более 50 лет. Бизнесмены из Грейт-Фолс Эд Шенк и Джордж Прентис осознали потенциал этого района и после Второй мировой войны начали прилагать усилия по развитию полноценного горнолыжного курорта на горе, где местные жители жертвовали труд, готовили склоны и даже жертвовали свободное время, чтобы помочь проложить всепогодную горную дорогу. 14 декабря 1947 года Шенк, Прентис и тысяча горожан стояли на склонах недавно окрещённого горнолыжного курорта, чтобы наблюдать, как новый «Т»-подобный бугельный подъёмник воплощает в жизнь их видение сообщества. Горнолыжный курорт Уайтфиш, построенный усилиями местного сообщества, привлекал посетителей.
В 1919 году в городе ввели сирену комендантского часа, которую назвали «указом динь-дон». Историческая сирена была восстановлена в новом здании муниципалитета.

## География
Город расположен на западной стороне континентального водораздела, недалеко от национального парка Глейшер. Озеро Уайтфиш — естественное озеро площадью 5,2 квадратных миль (13 км²), с максимальной длиной 5,8 миль (9,3 км) и шириной 1,4 мили (2,3 км), а его самая большая глубина составляет 233 фута (71 м). Река Уайтфиш делит город Уайтфиш пополам, протекая с юга на юго-восток, чтобы ненадолго влиться в реку Стиллуотер, прежде чем её потоки впадут в реку Флатхед.
Исторический район Уайтфиша называется «Авеню».

## Население
| 2010 | 2020  |
| ---- | ----- |
| 6357 | ↗7751 |